# Mesochorus temporalis
Mesochorus temporalis là một loài tò vò trong họ Ichneumonidae.